# Mercè Rodoreda

Mercè Rodoreda i Gurguí (Barcelona, 10 de outubro de 1908 – Girona, 13 de abril de 1983) foi uma escritora catalã. Seu trabalho, traduzido para quarenta idiomas, alcançou repercussões internacionais e é constantemente referenciado por outros autores, o que a coloca como a escritora contemporânea de língua catalã mais influente.
Sua produção abrange diversos gêneros literários, incluindo poesia, teatro, conto e, principalmente, romance. Postumamente, foi descoberta uma outra faceta sua, a pintura, que, embora tenha ficado em segundo plano devido à prioridade que Rodoreda dava à escrita, revela uma dimensão importante de sua expressão artística.
Escrevo porque gosto de escrever. Se não achasse exagerado diria que escrevo para gostar de mim própria. Se, aliás, aquilo que escrevo gosta outrem, melhor. Talvez seja mais profundo. Talvez escreva para afirmar-me a mim própria. Para sentir o que sou... E acabo. Falei de mim e de cousas essenciais na minha vida, com um certa falta de mesura. E a desmesura sempre me fez muito medo.— Mercè Rodoreda, Preâmbulo em Mirall trencat

## Biografia

### Infância (1908-1921)
Mercè Rodoreda i Gurguí nasceu em 10 de outubro de 1908, em uma pequena vila com jardim na rua de Sant Antoni, atualmente rua de Manuel Angelon, no bairro de Sant Gervasi de Cassoles, em Barcelona. Foi a única filha de Andreu Rodoreda Sallent, contabilista de uma armaria, e Montserrat Gurguí Guàrdia. Ambos eram grandes amantes da literatura e do teatro. Assistiram a aulas de declamação na Escola d'Art Dramàtic (Escola de Arte Dramática), que mais tarde se converteria em Institut del Teatre (Instituto do Teatro), regidas por Adrià Gual. A sua mãe também tinha grande interesse e afetividade pela música.
Rodoreda frequentou durante dois anos o ensino primário (1915-1917) em duas escolas diferentes – o Colégio de Lourdes do bairro de Sarrià e o centro Nuestra Señora de Lourdes, mais próximo de sua casa, na Calle de Padua, na altura da rua Vallirana.
O seu avô materno, Pere Gurguí, era um admirador nato de Jacint Verdaguer, com quem teve uma grande amizade, e cooperou como redator nas revistas La Renaixensa e L'Arc de Sant Martí. Em 1910, Pere Gurguí construiu um monumento em memória a Jacint Verdaguer, no jardim de casa, que tinha uma gravação com as duas obras mais importantes do autor, Canigó e L'Atlàntida. Esse espaço converteu-se em lugar de festas e reuniões da família. A figura do avô marcou Rodoreda intensamente, até o ponto de ela considerá-lo o seu mestre. Gurguí a transmitiu um profundo sentimento catalanista, um amor à língua catalã e às flores, que se mantiveram bem refletidos em toda a obra de Mercè Rodoreda.
Em 18 de maio de 1913, com apenas cinco anos, atuou pela primeira vez numa peça de teatro, com o rol da menina Kitty na obra El misteriós Jimmy Samson, no Teatro Torrent de les Flors. Alguns anos mais tarde, esta personagem foi recuperada para o conto El bany, dentro da obra Vint-i-dos contes.
Na sua infância, leu principalmente os autores catalães e modernos, como Jacint Verdaguer, Ramon Llull, Joan Maragall i Gorina, Josep Maria de Sagarra e Josep Carner, entre outros. Possivelmente, influenciada pelo ambiente boêmio que se respirava na casa familiar.
Em 30 de maio de 1920, participou no drama Quince días de reinado na escola Nuestra Señora de Lourdes. Nesse ato também recitou a poesia em catalão La negra.

### Juventude (1921-1939)
Em 1921, depois da morte do avô materno, Pere Gurguí, seu tio Joan instalou-se na casa familiar, e mudou o estilo de vida, já que impôs a austeridade e a ordem convencionais. Mercè Rodoreda tinha-o idealizado já desde as cartas que tinha recebido dele, e acabou por casar com Joan em 10 de outubro de 1928, o dia do seu vigésimo aniversário, na igreja de La Bonanova. Ele era catorze anos mais velho que ela e, por causa do grau de consanguinidade, precisaram de uma dispensa papal.
Após o casamento, o casal viajou a Paris, e depois se instalou numa casa na rua Zaragoza. Seu marido tinha ido a Argentina quando jovem e voltou com uma pequena fortuna.
Em 23 de julho de 1929 nasceu o seu único filho, Jordi Gurguí i Rodoreda. Desse momento, Mercè Rodoreda começou a fazer provas literárias para conseguir se liberar da dependência econômica e social que era consequência da vida de casada. Foi assim que começou a conceber a escritura como um ofício. Cada dia se fechava um tempo num pombal azul que havia na casa materna de Manuel Angelon, que possivelmente lhe serviu de inspiração para escrever La plaça del Diamant. Nesse tempo, escreveu versos, uma comédia teatral (atualmente desaparecida) e um romance. Nesse ínterim, foi proclamada a Segunda República Espanhola.

#### Segunda República
Em 1931, Mercè Rodoreda começou a assistir às aulas no Liceu Dalmau, onde aprimorou seu conhecimento da língua graças aos ensinamentos do pedagogo e linguista Delfí Dalmau i Gener, que a influenciou profundamente, incentivando-a a se formar e com quem desenvolveu um vínculo de amizade. Mercè Rodoreda ensinava o que escrevia a Dalmau, e ele animou-a a fazer públicos estes primeiros textos. Segundo Dalmau, Mercè Rodoreda era uma aluna excepcional, que possuía uma plenitude espiritual e uma prometedora alma de literata. Esta admiração por Mercè Rodoreda levou Dalmau a pedir-lhe que fosse uma das contrapartes na seva obra Polèmica, ela respondeu afirmativamente, e a obra foi publicada em 1934. Segundo reconheceu o mestre Delfí Dalmau, esta obra também esteve influenciada pelas observações de Rodoreda.
Em 1932 se publicou o primeiro romance de Mercè Rodoreda na editora Catalònia, intitulado Sóc una dona honrada? (Sou uma mulher honrada?), e também alguns contos para diversos jornais. A obra quase passou desapercebida até que optou ao prémio Crexells de 1933, embora o vencedor desse ano fosse Carles Soldevila.
Em 1 de outubro de 1933, iniciou a sua carreira jornalística na revista semanal Clarisme, onde publicou 24 contribuições: cinco prosas sobre cultura tradicional, treze entrevistas, duas resenhas, um conto e três comentários de temática político-cultural, musical e cinematográfica. Também nesse ano, começou a participar na Associació de la Premsa de Barcelona, fato que evidenciava a sua vontade de formalizar a sua cooperação com a tarefa jornalística.
Na primavera de 1934, Mercè Rodoreda publicou a sua segunda obra, Del que hom no pot fugir (Daquilo que não se pode fugir), nas edições da revista Clarisme. Em maio do mesmo ano, recebeu o Prêmio Premi del Casino Independent dels Jocs Florals de Lleida com o conto «La sireneta i el delfí», atualmente perdido.
Depois de ter escrito esta segunda obra, Joan Puig i Ferreter, diretor de Edicions Proa, visitou-a e interessou-se por publicar a seguinte obra de Rodoreda, Un dia en la vida d'un home (Um dia na vida de um homem), publicada no outono desse ano em Proa. Rodoreda começou a se introduzir no mundo literário da mão de Puig i Ferreter, quem lhe abriu as portas do El Club dels Novel·listes, formado por autores como Armand Obiols, Francesc Trabal ou Joan Oliver, também membros da La Colla de Sabadell. Naquele tempo, Rodoreda aprofundou na leitura dos romances de Fiódor Dostoievski.
De 1935 até 1939, publicou um total de dezesseis contos para meninos no jornal La Publicitat, numa seção chamada Una estona amb els infants (Um tempinho com os meninos). Deve-se salientar El noiet i la casona dedicado ao seu filho, e também La fulla, dedicado a Josep Carner. Aliás, compaginava com a publicação nas mídias catalãs líderes como La Revista, La Veu de Catalunya e Mirador, entre outros.
Em 1936, publicou o seu quarto romance, Crim (Crime). Mais tarde, Rodoreda rejeitaria este romance junto com os três anteriores, por achá-los produto da sua inexperiência.

#### Guerra Civil Espanhola
Desde o ano de 1937, Rodoreda ostentou o cargo de corretora de catalão no Comissariat de propaganda da Generalitat. Neste ambiente conheceu escritores da época, como Aurora Bertrana, Maria Teresa Vernet, e estabeleceu vínculos de amizade com Susina Amat, Julieta Franquesa, Anna Murià e Carme Manrubia.
Em 1937, Rodoreda venceu o prémio Joan Crexells de narrativa pela sua obra Aloma. No mesmo ano, separou-se do seu marido Joan Gurguí, após onze anos de casamento e um filho. O seu suposto amante, Andreu Nin i Pérez, foi detido no dia 16 de junho diante da sede do seu partido na Rambla de Barcelona, onde, alguns dias mais tarde, foi torturado e assassinado por agentes da polícia soviética, seguindo ordens do General Alexander Orlov na prisão de Alcalá de Henares.
Em 1938, a Institució de les Lletres Catalanes publicou o quinto romance de Mercè Rodoreda, chamado Aloma. Esta foi a primeira obra que Rodoreda aceitou como sua, embora fosse reescrevê-la e publicá-la novamente. Nesse mesmo ano, representando o PEN Club da Catalunha, viajou com o escritor catalão Francesc Trabal e leu uma mensagem de boas-vindas escrita por Carles Riba no congresso internacional do PEN club em Praga.

### Exílio (1939-1972)
Em 23 de janeiro de 1939, poucos meses antes da derrota dos republicanos, Mercè Rodoreda parte para o exílio. Achando que o afastamento seria breve, deixou o filho com a sua mãe. Mesmo que Mercè Rodoreda nunca tenha participado da política, partiu por conselho da sua mãe, que receava problemas por causa das atividades de cooperação com publicações em catalão e com algumas revistas de esquerda política durante os anos anteriores. Junto com outros intelectuais da altura, foi de Barcelona a Girona com um bíblio-bus propriedade da Conselleria de Cultura de la Generalitat de Catalunya. Logo depois, seguiu o caminho por Mas Perxés, na localidade de Agullana, até travessar a fronteira administrativa por Le Perthus, tendo entrado na França em 30 de janeiro. Depois de passarem a noite em Le Boulou, foram para Perpinhã; lá passaram três dias e depois continuaram a viagem de comboio até Toulouse.

#### Roissy-en-Brie
Chegou a Paris no final de fevereiro e, no início de abril, deslocou-se para Roissy-en-Brie, uma vila a leste da capital. Instalou-se no castelo de Roissy-en-Brie, construção do século XVIII, que se oferecia a refugiar escritores. Partilhou uma casa com outros intelectuais, como Anna Murià, Cèsar August Jordana, Armand Obiols, Francesc Trabal e Carles Riba.
Em Roissy-en-Brie, iniciaram-se várias relações amorosas; uma delas foi entre Mercè Rodoreda e Joan Prat i Esteve, mais conhecido pela pseudônimo Armand Obiols. Problemas surgiram no castelo, porque Armand Obiols era casado com a irmã de Francesc Trabal, com quem tinha um filho, o qual ficara em Barcelona com sua mãe.Ademais, a sogra de Armand Obiols tinha viajado com Trabal até Roissy-en-Brie acompanhando outros membros da família Trabal. Consequentemente, esse adultério dividiu os exilados catalães em dois bandos contrapostos. Segundo Anna Murià, Francesc Trabal opôs-se não só por sua irmã, mas também por ciúmes, já que teria mantido uma relação secreta com Mercè Rodoreda em Barcelona que só conheciam eles dois e a sua confidente. Rodoreda quis escrever um livro sobre este tema, intitulado La novel·la de Roissy (O romance de Roissy), porém, nunca o acabou.
O ambiente de estabilidade que oferecia o castelo foi perturbado pelo início da Segunda Guerra Mundial. Naquele momento alguns decidiram fugir para países da América Hispânica, e outros preferiram ficar na França. Foi aqui que decidiu ficar Rodoreda e Obiols. Como consequência disto, deslocaram-se à casa Villa Rosset, na periferia da povoação.

##### Fuga aos nazis

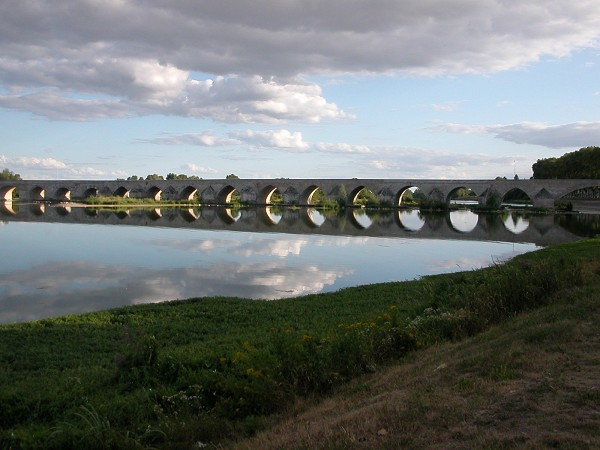
A ponte de Beaugency.

Mercè Rodoreda, junto com outros escritores que ainda se refugiavam na França, teve de fugir de Paris em junho de 1940 por causa do avanço dos soldados alemães que iam em direção a Orleans através de Artenay. Josep Maria Esverd conseguiu uma carrinha para fugir da França; porém, a carrinha foi requisitada no dia seguinte pelas tropas francesas. Depois de ter tentado apanhar o comboio, sem sucesso, tiveram de fugir a pé para sul. O objetivo era travessar o rio Loire para poderem entrar na zona não ocupada, mas pouco antes de chegarem a Orleans, encontraram-na em chamas e não havia nenhuma ponte inteira naquele trecho do rio Loire; portanto, desviaram-se da rota fixada.
Por doze dias, resguardaram-se numa fazenda até a assinatura do armistício de 22 de junho de 1940, depois de terem travessado o rio Loire pela localidade de Meung-sur-Loire, que estava totalmente destruída. Daquele local viajaram ainda mais ao sul até estabelecerem-se em Limoges.

#### Limoges-Bordéus
Em Limoges, instalou-se num quarto no número 12 da rua das Filles de Nôtre Dame. Foram anos duros para a autora, porque em 5 de junho de 1941 o seu parceiro Armand Obiols foi detido, e ficou sozinha até o mês de outubro. Naquela altura, Armand Obiols teve de realizar trabalhos forçados em Saillat-sur-Vienne numa pedreira. No entanto, umas gestões de Rodoreda conseguiram que fosse destinado a Bordéus. Quando Obiols já esteve em melhores condições em Bordéus, Rodoreda se envolveu num círculo de estudo dedicado à leitura e à aprendizagem do inglês.
Nos meses seguintes, a relação entre Mercè Rodoreda e Armand Obiols foi principalmente a distância, e só de forma esporádica puderam se ver pessoalmente. Não foi até final de agosto de 1943, quando Rodoreda se deslocou ao número 43 da rua Chauffor de Bordéus, onde se reencontrou com o seu amante. Em Bordéus viveu momentos muito duros e costurava, segundo as suas próprias palavras, "até a imundície" num armazém durante grande parte do dia, uma tarefa que não lhe deixava tempo para escrever.

#### Paris
O retorno a Paris foi em setembro de 1946 quando Rodoreda e Armand Obiols se deslocaram à casa de Rafael Tasis i Marca no exílio, no número 9 da rua Coëtlogon. Aos poucos, o casal se deslocou até o sexto andar do número 21 da rua Cherche-Midi, muito perto da área residencial de Saint-Germain-des-Prés, que era um local de reunião para muitos intelectuais da altura. Esta foi a sua morada por oito anos e, de fato, não se desvinculou totalmente até 1977.
No início de 1947, pôde deixar o trabalho de costureira para passar a trabalhar outra vez como cooperadora na Revista de Catalunya. Além de publicar esse ano narrações nas diferentes edições da revista, também pôde publicar algumas no Chile e no México.
De 1947 até 1953, Mercè Rodoreda não pôde criar uma literatura de grande extensão porque em 1945 começou a ter problemas de saúde, além de uma parálise somática no braço direito. Foi por este motivo que se intensificou a criação poética e encontra em Josep Carner seu mestre, com quem manteve uma intensa relação por correspondência. Em 1952 começou uma terapia de recuperação no balneário de Châtelguyon. No tempo que esteve em Paris também começou dois romances, que não acabou.
No ano de 1947, nos Jocs Florals de la Llengua Catalana comemorados em Londres, venceu a sua primeira Flor Natural com seis sonetos: Rosa, Amor novell, Adam a Eva, Ocell e mais dois sonetos sem título. Com o poema Món d'Ulisses, Rodoreda venceu por segunda vez a Flor Natural dos Jocs Florals de 1948 em Paris, poema que foi publicado na revista La nostra Revista (A nossa revista) esse ano. Albes i nits deu-lhe a terceira vitória na comemoração dos Jocs Florals e, em consequência, foi nomeada «Mestre en Gai Saber» em Montevideu em 1949. Logo em 1949 visitou Barcelona por primeira vez após o exílio.
No ano de 1951 iniciou-se também na pintura, interessada demais por pintores como Pablo Picasso, Paul Klee e Joan Miró, e fez algumas criações próprias. Numa carta dirigida a Armand Obiols em 1954, explica que já tem um "estilo e um mundo" na pintura, porém, reconhece que o seu lugar está na escritura. De outra mão, Armand Obiols, começou a trabalhar como tradutor para a UNESCO por mediação de Quiroga Plá, e dois anos mais tarde, em 1953, se desloca definitivamente a Genebra.

#### Genebra
Em 1954 Mercè Rodoreda e Armand Obiols se descolaram a um apartamento no número 19 da rua Violet, num bairro burguês da localidade de Genebra. Nesta cidade, sempre se sentiu exilada, e até reconheceu que Genebra "é uma cidade chata demais, apta para escrever". Aos poucos, Obiols teve de se deslocar a Viena por motivo do trabalho. Nesse ano, Rodoreda viajou a Barcelona para assistir ao casamento do seu único filho, Jordi Gurguí i Rodoreda.
Em 1956 vence o Premi d'Assaig Joan Maragall com Tres sonets i una cançó que foi publicado no suplemento literário La Gaseta de Lletres de La Nova Revista. Também foi premiada com o Premi Joan Santamaria por seu conto Carnaval que lhe foi entregue em Barcelona esse ano.
Em 1958 foi publicada a coletânea de contos chamada Vint-i-dos contes, que recebeu o prestigioso Premi Víctor Català. Alguns de estes contos já tinham sido publicados em México na época de exílio na França, porém outros eram inéditos. Segundo a autora, este livro provinha de uma crise de técnicas que motivou um nível literário desigual entre os diversos contos, mesmo que estavam relacionados por uma unidade temática.
Segundo uns apontamentos inéditos que falavam de Genebra, Rodoreda revela que nesses anos se viu com escritores como Eugeni Xammar, Julio Cortázar e a sua esposa, e Jorge Semprún.
Na sua longa estadia em Genebra, criou um primeiro jardim que mais tarde repetiria em Romanyà de la Selva. A grande quantidade de flores que a envolviam serviu-lhe de inspiração para começar a retratar as flores que acabariam por se converter em Flors de debò (Flores de verdade) dentro da obra Viatges i Flors, além das viagens que redigiria em Romanyà; porém, este livro não foi publicado até 1980.
La perla del Llac (A pérola do Lago) foi o título de um romance potencial da autora que ficou, contudo, incompleto, e está armazenado no arquivo do Institut d'Estudis Catalans. O título é o nome de um restaurante na beira do Lago Léman, num canto de Genebra que Rodoreda frequentava. Era um local perto do prédio das Nações Unidas onde a autora almoçava habitualmente, e dali tinha uma grande vista na sala dos andares superiores. Segundo o prefácio de Mirall trencat, os olhos da protagonista Teresa Goday de Valldaura eram os mesmos que os da dama do Léman.
Em 1958 apresentou Una mica d'història (Um pouco de história) no Premi Joanot Martorell. Mesmo que o vencedor fosse Ricard Salvat com Animals destructors de lleis, este romance de Rodoreda foi publicado em 1967 sob o título Jardí vora el mar (Jardim à beira do mar). Também escreveu o conto Rom Negrita para o volume Els 7 pecats capitals vistos per 21 contistes, mesmo que depois formasse parte do volume Semblava de seda. De 1958 em adiante, e sem se separar de Rodoreda, Armand Obiols manteve uma relação sentimental com uma mulher em Genebra até a morte dele.
Em 1959 começou a escrever o romance mais conhecido da sua carreira, sob o nombre de Colometa (Pombinha), embora se publicasse em 1962 sob o título de La plaça del Diamant (A praça do Diamante) na editora El club dels Novel·listes. Em 1960, Rodoreda apresentou este romance ao Premi Sant Jordi de novel·la, anteriormente conhecido como Premi Joanot Martorell. No entanto, não venceu, mas ganhou o prémio Enric Massó i Urgellès pelo seu romance Viure no és fàcil (Viver não é fácil). Joan Fuster enviou, de qualquer forma, o romance La plaça del Diamant a El Club dels Novel·listes, que naquela altura estava dirigido por Joan Sales. Sales ficou encantado pelo romance e começou a manter contato por correspondência com Mercè Rodoreda. Daquele momento em diante, Rodoreda encontrou no Club Editor, do qual Sales era cofundador, um espaço onde deitar a sua obra literária. Quando foi publicado em 1962, o romance não era o mesmo que foi apresentado ao prémio Sant Jordi, mas tinha sido acrescentado e corrigido por Sales, Obiols e a própria Rodoreda.
Em 1961, enviou ao mesmo prémio mais outra obra, La mort i la primavera (A morte e a primavera), que também não venceu. Foi Josep Maria Espinàs com L'últim replà quem resultou vencedor.
En 1965, Rodoreda fez os primeiros passos na publicação das duas Obras Completes, após um inquérito de Joaquim Molas para o realizar. Contudo, não foram publicadas em Edicions 62 até 1977. A obra não incluiu nenhuma das suas primeiras quatro obras (Sóc una dona honrada?, Del que hom no pot fugir, Un dia de la vida d'un home i Crim) porque considerava que eram fruto da sua inexperiência, e aceitou reescrever Aloma para adequá-la ao nível da sua obra atual; e que seria reeditada em 1969.
Em 1966 morreu a sua mãe, Montserrat Gurguí, e três anos mais tarde, o seu tio-marido, Joan Gurguí. Por causa da morte do seu marido, a relação entre mãe e filho se estilhaçou, devido a problemas com o repartimento da herança. No entanto, foi em 1966 que se publicou El carrer de les Camèlies (A rua das Camélias), que rebeu o prémio Premi Sant Jordi, mesmo que Rodoreda não se candidatou; isto foi assim porque a direção decidiu premiar uma obra já publicada. Com este romance recebeu também o Premi Crítica Serra d'Or de Literatura i Assaig em 1967, e o Premi Ramon Llull de novel·la em 1969. Em 1967 começou a trabalhar no romance Mirall trencat, que anos depois converteria numa das obras mais conhecidas da autora. Mirall trencat foi o fruto de reelaboração da peça teatral Un dia, que não pôde estrear. Também publicou duas obras: Jardí vora el mar e uma coletânea de contos intitulada La meva Cristina i altres contes.
Desde 1970 a sua obra começou a ser traduzida a outras línguas, ainda que a sua primeira obra traduzida foi La plaza del Diamante em espanhol em 1965. Em 1971 se acentuou o seu sentimento de exílio com a morte no Hospital da Universidade de Viena do seu parceiro Armand Obiols. Este fato, com o descobrimento de outra amante de Obiols, deixou Rodoreda ainda mais sozinha e deprimida por terras suíças. Nestes dias, escreveu um pequeno bilhete sobre os duros dias que permaneceu no hospital; na atualidade, este bilhete é conservado no aquivo do IEC. Em consequência, após o reencontro com umas amigas dos tempos da Guerra Civil, resolveu se estabelecer desde 1972 na vila de Carme Manrubia em Romanyà de la Selva, Girona, sem deixar de passar algumas épocas em Genebra, ainda que cada vez de forma mais esporádica.

### Romanyà de la Selva (1972-1983)

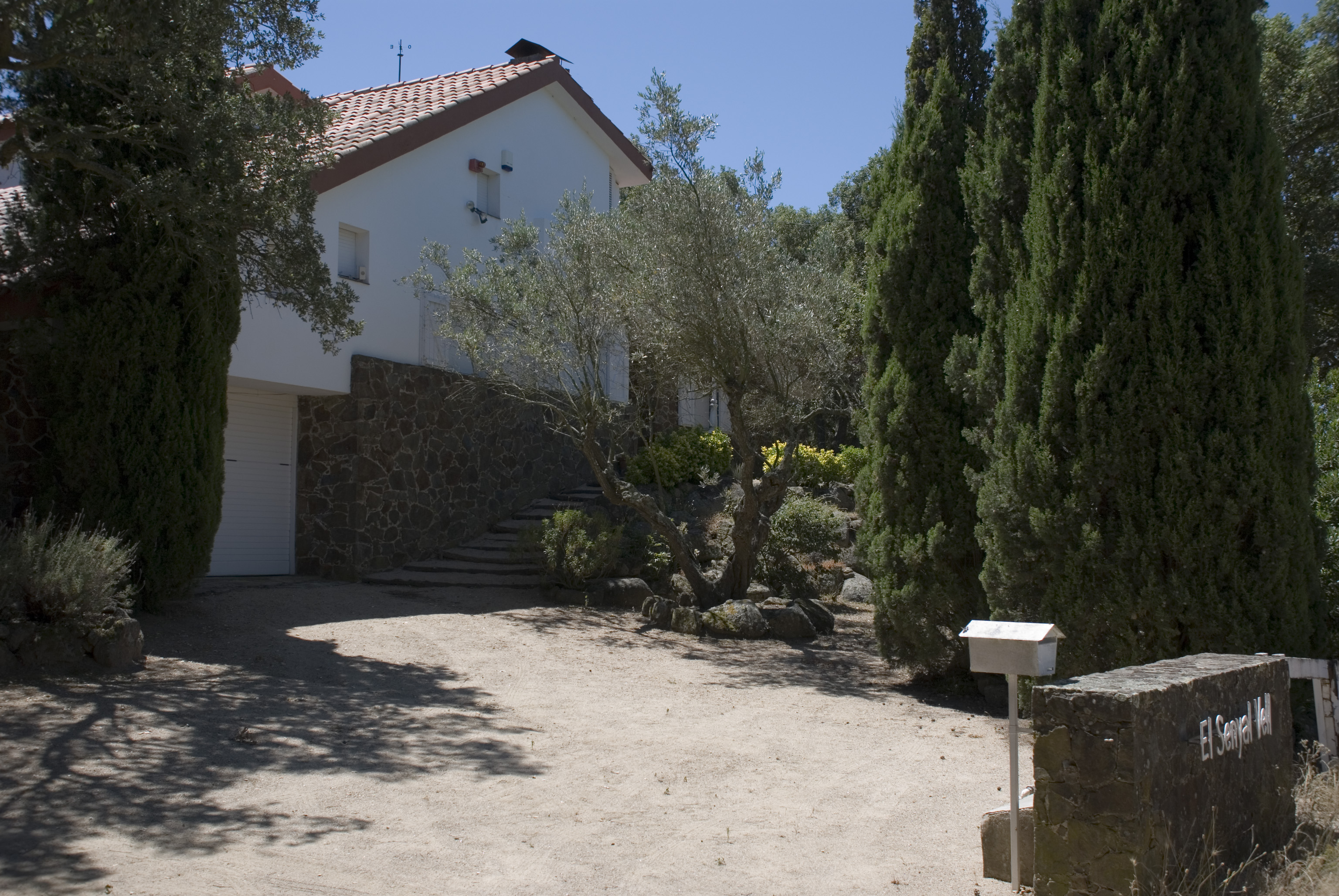
El senyal vell (O sinal velho).

Em 1972, passou o verão em El Senyal — atualmente El Senyal Vell (O sinal velho) — em Romanyà de la Selva, Girona, que era uma casa da sua amiga Carme Manrubia; no entanto, a ideia da construção foi de ambas as duas amigas. A sua amizade com Carme Manrubia já vinha de longe, quando trabalhavam juntas no Comissariat de propaganda da Generalitat de Catalunya durante a guerra civil espanhola, porém se distanciaram quando Manrubia e Rodoreda se exilaram em países diferentes. Também participaram em este projeto: o filho adoptado de Carme Manrubia, Carlos; Susina Amat e Esther Floricourt. Morou nesta casa por seis anos, até que[1979 se construiu a sua própria casa em Romanyà. O nome escolhido pelas duas amigas, El senyal, faz referência ao estigma de Caim na obra Demian de Hermann Hesse.
Em casa de Manrubia acabou de completar significativamente a tarefa de escrita de Mirall trencat que já tinha começado em Genebra alguns anos antes. Esta obra é considerada a mais conhecida da sua produção literária, e veio à luz em 1974. Também escreveu lá Viatges a uns quants pobles como parte de Viages i flors, e o romance Quanta, quanta guerra.... Estes dois livros foran publicados em 1980 e lhe permitiram vencer o Premi Ciutat de Barcelona. Nesse ano, foi também a Barcelona para pronunciar o discurso inaugural das festas da Mercè. Também nesse ano, venceu o Premi d'Honor de les Lletres Catalanes pela sua trajetória em língua catalã, e foi assim como atingiu a sua consagração como escritora. Em 1978 se publicou Semblava de seda i altres contes, coletânea de contos escritos durante a sua vida.
O projeto conjunto entre Mercè Rodoreda i Manrubia chumbou. Mercè Rodoreda comprou um quintal em 1977 onde fez construir uma casa ao lado da já existente, que foi acabada em 1979. Segundo Anna Maria Saludes i Amat, o fato de Rodoreda ter abandonado a casa de Manrubia foi motivado pela necessidade de Rodoreda de continuar uma vida em solidão, própria do seu jeito, consequência da difícil convivência entre as duas.
Em 1979 escreveu a sua comédia teatral El Maniquí, que foi estreada esse ano pela companhia Bruixes de Dol no Festival Internacional de Teatre de Sitges dirigida por Aracel·li Bruch.
Nesses últimos anos de vida, Mercè Rodoreda viu em algumas ocasiões o salto dos seus romances à televisão e ao cinema. Primeiro foi o seu romance Aloma que chegou à televisão, com direção de Lluís Pascual, em 1978. Mais tarde foi o filme La plaça del Diamant (1982), com a atriz Sílvia Munt no rol da Colometa i com a direção de Francesc Betriu.
Em 1982 escreveu uma coletânea de artigos biográficos publicados por Serra d'Or intitulados Fitxers d'infantesa. Mercè Rodoreda pertenceu à Associació d'Escriptors en Llengua Catalana, da qual foi membro e sócia de honra após o seu retorno à Catalunha.

#### Morte

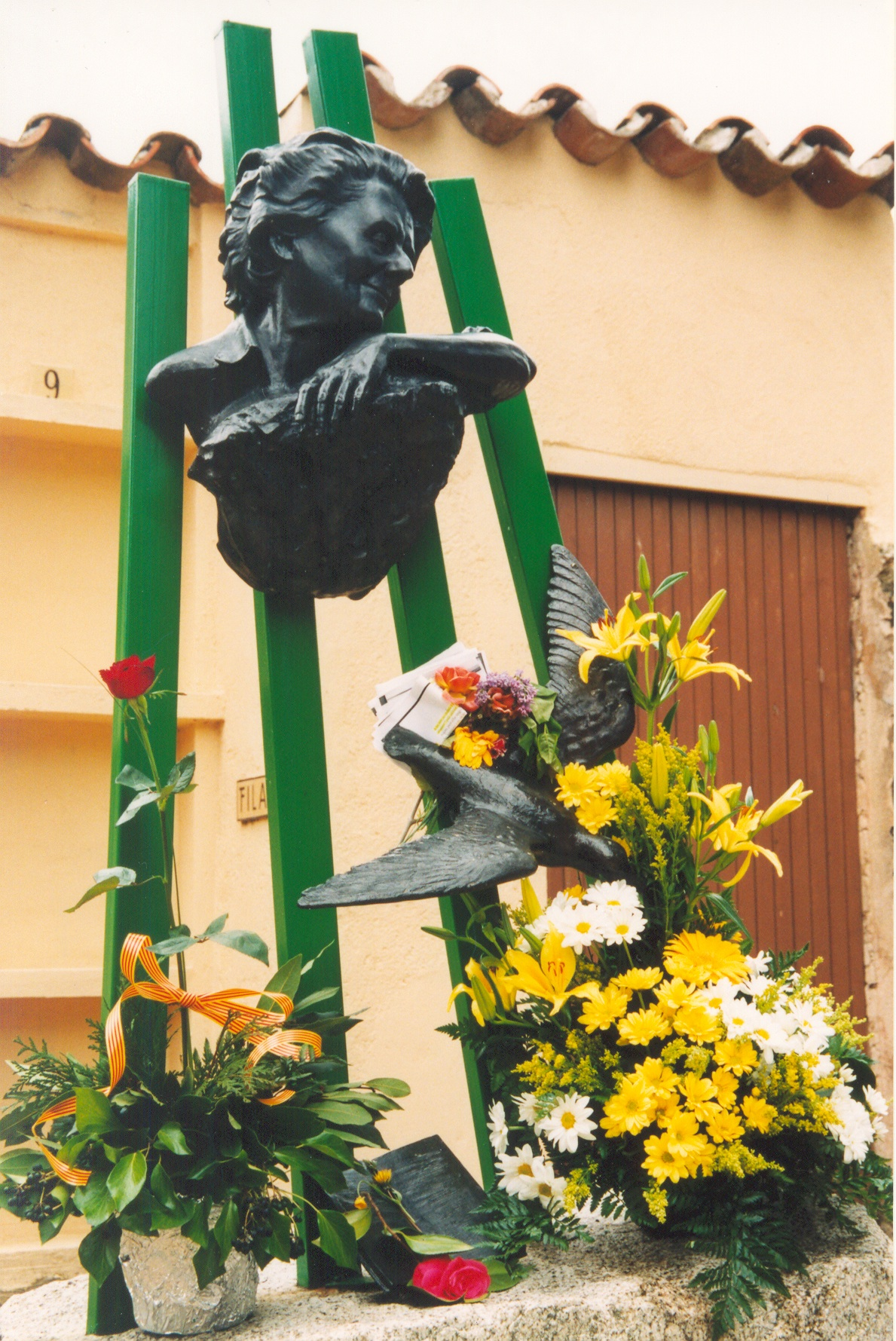
Sepultura de Mercè Rodoreda no cemitério de Romanyà.

Às 13:30 do dia 13 de abril de 1983, falece Mercè Rodoreda i Gurguí num hospital da cidade de Girona, por causa de um cancro de fígado muito avançado. Nos seus últimos dias, quando se encontrava já interna no hospital de Girona, Mercè Rodoreda se reconcilia com a sua família, depois de eles serem avisados por Joan Sales. Segundo explica a amiga íntima de Rodoreda, Isabel Parés, quando Rodoreda foi diagnosticada de cancro, a autora se desmoronou e não quis lutar por viver
O velório foi no Palau Solterra do departamento de Cultura da Generalitat de Catalunha, e tomando em conta a sua vontade, Rodoreda foi inumada no cemitério de Romanyà de la Selva numa cerimónica multitudinária, onde assistiram muitos colegas de profissão e outras personagens da época. A sua herança intelectual foi doada ao Institut d'Estudis Catalans, que anos mais tarde criou a Fundació Mercè Rodoreda.

## Narrativa

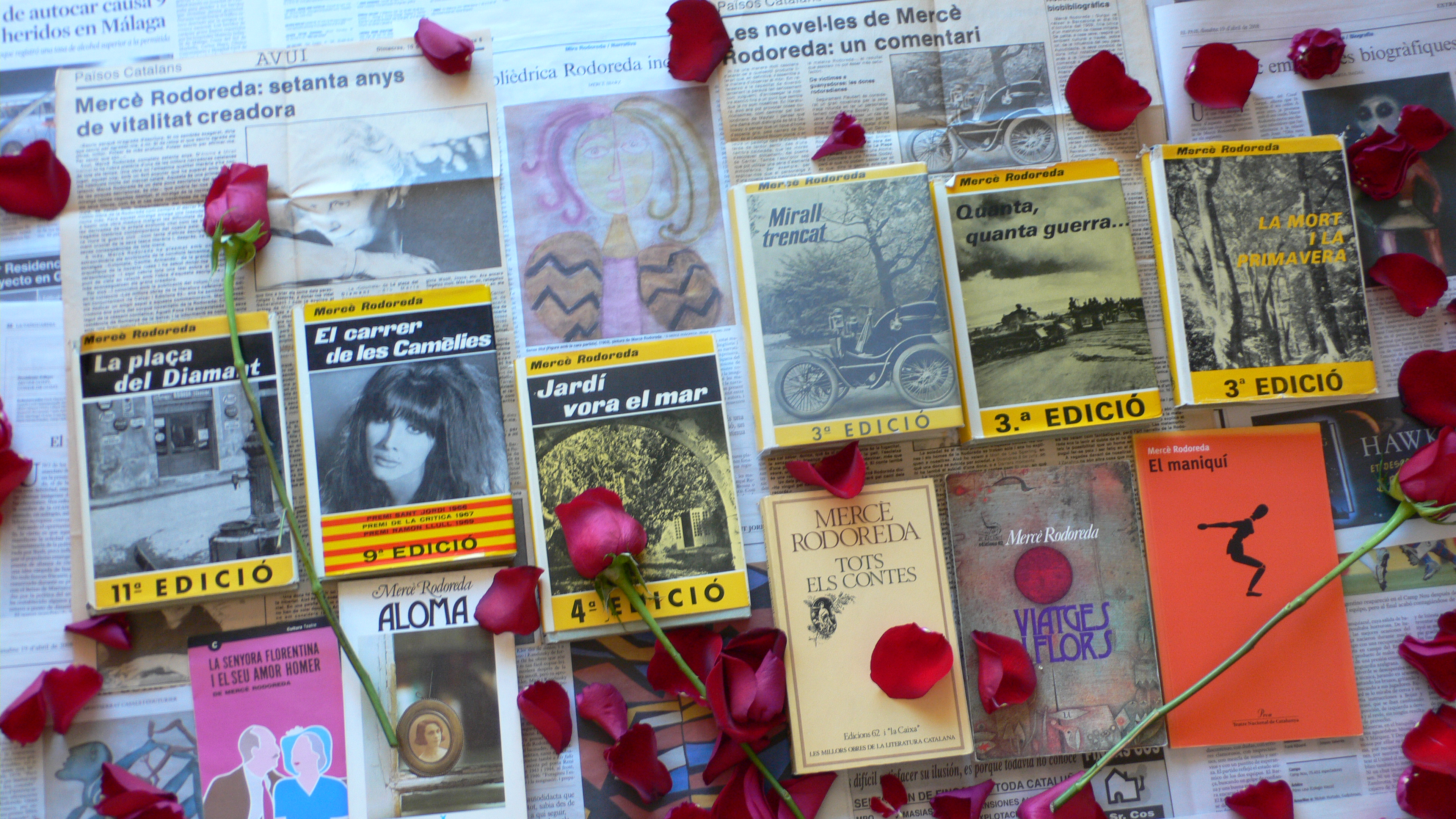
Coletânea das obras principais da autora

A narrativa foi o âmbito literário principal da autora, e é pelo qual é amplamente conhecida. Quando classificarmos a obra da autora, existe uma variedade de critérios, embora se divida principalmente segundo as etapas de sua vida, segundo o conteúdo (psicológico-realistas ou mítico-simbólicas) ou segundo os personagens principais (adolescência, juventude, idade adulta, velhice-morte). Principalmente, opta-se por dividir as suas obras em três etapas cronológicas e separadamente, um quarto grupo onde se incluem as duas narrações póstumas, Isabel i Maria e La mort i la primavera. As três etapas são as obras antes da guerra (1932-1938), à qual pertencem as quatro primeiras obras de Rodoreda e a primeira versão de Aloma; as obras entre o exílio e o retorno (1958-1974), na qual se encontram a maioria de obras, desde Vint-i-dos contes até Mirall trencat, e após o retorno, quando temos Semblava de seda i altres contes, Viatges i flors e Quanta, quanta guerra....

### Influências
A obra de Rodoreda é o fruto da evolução pessoal e literária da autora. Apreciam-se principalmente influências de Marcel Proust, Joan Sales, Armand Obiols, Virginia Woolf, Thomas Mann, Víctor Català, Josep Carner e Liceu Dalmau. Ainda que se possa encontrar a pegada dos diferentes autores ao longo de toda a sua obra literária, é logo nas primeiras obras, quando achava o seu próprio estilo, onde esta influência é mais evidente. Por exemplo, em Del que hom no pot fugir a protagonista está claramente inspirada no personagem Jacobé da obra Jacobé i altres narracions do autor Joaquim Ruyra.
A influência que exerceram tanto Armand Obiols quanto Joan Sales apresenta-se tanto em suas obras como na correspondência de mestrado que mantinham. Armand Obiols, parceiro sentimental por muitos anos, tomou o rol de conselheiro e leitor crítico no arranjamento dos seus romances entre 1939 e 1971, e influenciou-a principalmente na organização e estruturação de alguma das peças mais conhecidas da autora. No mesmo sentido, Obiols proporcionou-lhe as novidades bibliográficas daquele momento e as suas próprias preferências, as quais também acabaram por influenciá-la, como André Gide e Jean-Paul Sartre. Nas primeiras obras, a influência do Grup de Sabadell, do qual Obiols formava parte, motivou um apertamento ao espaço urbano e à crítica social; Un dia en la vida d'un home é um bom exemplo de esta nova maneira de fazer literatura. Tanto o valor da universalidade de La Plaça del Diamant quanto da estruturação e coerência na altura de criar as complexas relações entre os personagens de Mirall trencat foram reforçados pelos conselhos de Armand Obiols. Ainda que em menor medida, a influência de Joan Sales também é de salientar, já que foi o editor principal dos seus trabalhos, desde La plaça del Diamant, e ao mesmo tempo tomou o rol de assessor literário. Joan Sales, através do seu assessoramento sobre aspetos linguísticos e estilísticos, influenciou e ajudou na evolução e a melhora do estilo de Rodoreda. Contudo, a evolução final das suas obras estavam marcadas pela decisão tomada pela autora, e como diz Anna M. Saludes estes conselhos e recomendações dos dois autores nem sempre eram aceites por Rodoreda.

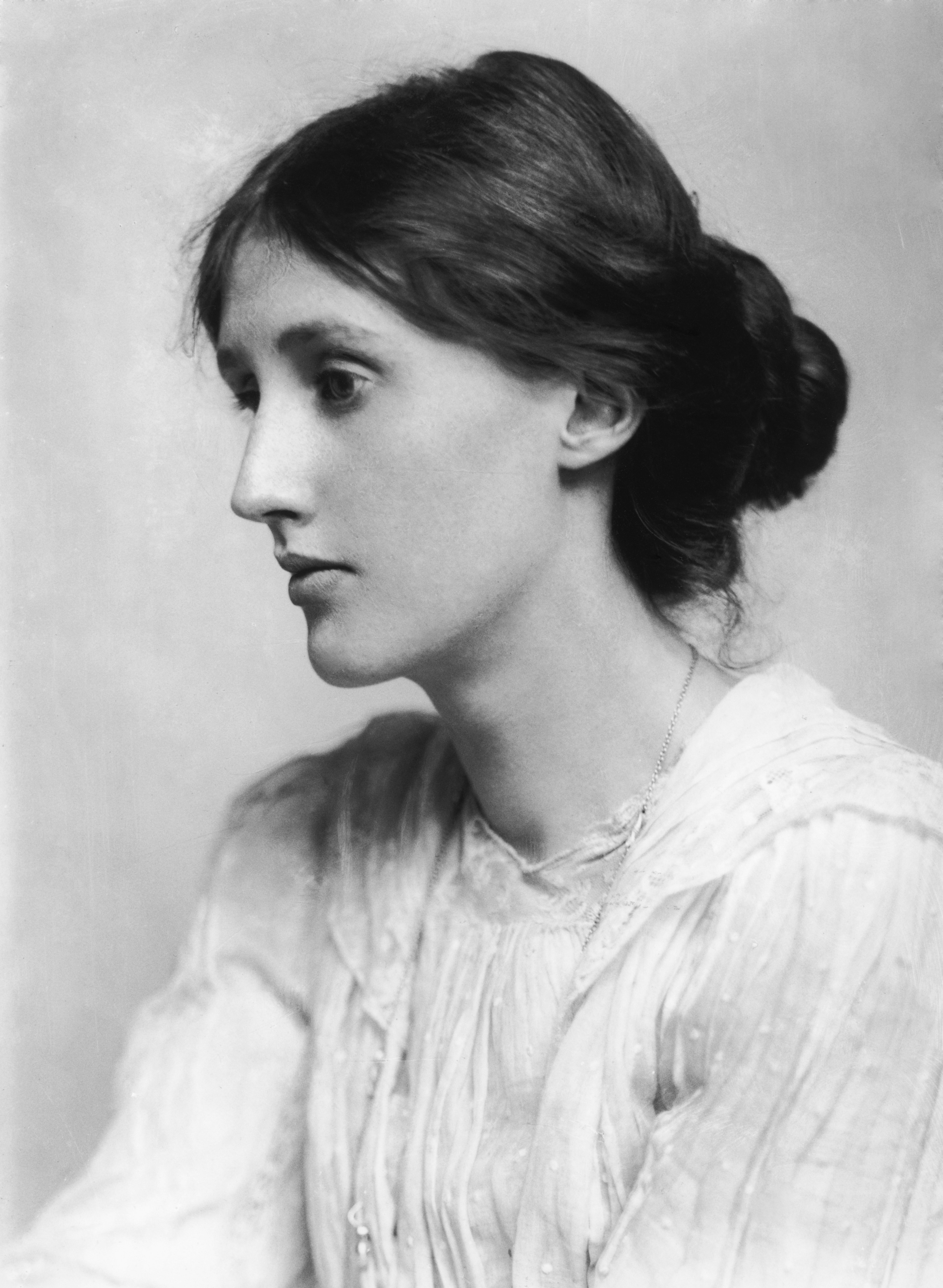
Virginia Woolf.

A influência dos escritores psicologistas europeus, especialmente de Virginia Woolf, Marcel Proust e Thomas Mann, é presente em toda a obra da autora, com exceção das obras mítico-simbólicas da última fase da sua vida. A obra de Mercè Rodoreda tem sido comparada, por causa do estilo e da sua capacidade de descrição, com a da escritora Virginia Woolf, a quem admirava. Um de estes paralelismos poderia ser a passividade das protagonistas femininas mais representativas, como Natàlia (La plaça del Diamant), Cecília (El carrer de les Camèlies) ou Teresa Goday (Mirall trencat), perante a impossibilidade de mudar os acontecimentos marcados pelo avanço do tempo cronológico. A influência de Marcel Proust é presente na estruturação das obras de Rodoreda, já que o tempo avança sem se deter, e o passado o pega tudo quando passa. A lembrança de um tempo anterior, convertido em ânsia, transforma-se num símbolo negativo nos protagonistas, por causa da impossibilidade de recuperar o «tempo perdido» Rodoreda seguiu de este autor o uso da lembrança como atualizador de um tempo anterior. Outra caraterística que partilham é a necessidade de lembrar e de manter segredos no desenvolvimento da narração. No romance psicológico de ambos os dois autores se apresenta a esperança do futuro, onde o anelo do futuro representa a superacção do presente e do passado agónico. Rodoreda aprendeu, destes autores, o uso da lembrança como atualizador de um tempo anterior. No entanto, nas últimas obras, Rodoreda tentará fugir da evolução natural das coisas, através da criação de universos fictícios com um tempo e um espaço diferente, onde é possível controlar a passagem do tempo. A influência mais visível de Thomas Mann nas narrações de Rodoreda é a universalização descritiva através da inexatidão cronológica que facilita a fluidez e a naturalidade.
A influência de Cateria Albert, mais conhecida sob o nome de Víctor Català, é muito presente, principalmente nas primeiras obras criativas de Mercè Rodoreda —publicações entre 1932 e 1938—, especialmente influenciadas pelo romance Solitud. No entanto, podem-se encontrar também alguns paralelismos nas obras seguintes aos anos trinta. Por exemplo, o conto Carnaval de Rodoreda lembra a obra Carnestoltes de Víctor Català, ou alguns elementos de La mort i la primavera lembram a obra Solitud. Rodoreda tinha lido alguma das obras de Cateria Albert, das quais utilizou alguns recursos expressivos como a falácia patética e algumas imagens simbólicas como elementos da natureza. Numa comparativa de algumas obras de ambas as duas escritoras se podem encontrar paralelismos na construção dos roteiros, na constituição das personagens e também na temática.

### Simbolismo
O simbolismo é um recurso literário muito comum nas obras de Mercè Rodoreda, especialmente na sua obra narrativa. É utilizado para exprimir os constantes pensamentos interiores das suas personagens; Rodoreda consegue transformar o leitor num confidente involuntário que vive as ânsias dos personagens com só a palavra, os símbolos e as imagens. Os referentes da realidade que utiliza nos seus símbolos provêm da sua imaginação a partir dos seus conhecimentos culturais adquiridos ao longo da sua vida, em alguns casos, da mitologia catalã, como por exemplo as Encantades. Sem deixar estes referentes, cria uma linguagem simbólica que possa ser interpretada pelo leitor sem dificuldades e apresenta um alto grau de fabulação em muitas das suas obras, especialmente nas últimas como Viatges i flors. Segundo Pere Gimferrer no Dietari 1979-80, fruto de uma perfeição tanto formal como linguística, Rodoreda teve muito cuidado na altura de utilizar imagens e símbolos conceituais.

### A mulher
A obra literária de Mercè Rodoreda carateriza-se por um uso de personagens principais femininas nos seus romances, exceto em Un dia de la vida d'un home e Quanta, quante guerra.... Este facto provoca que, erroneamente, se associasse Rodoreda com o movimento feminista, mesmo que Rodoreda o desmentisse em várias ocasiões.
Ao longo da sua obra apresenta uma grande variedade de mulheres que pertencem a diferentes classes sociais, idades ou níveis culturais, a quem às vezes dá voz própria através do uso da autodiegese ou da homodiegese e o monólogo interior no qual é muito caraterístico da autora. A solidão e a incomunicação, caraterísticas das mulheres de Rodoreda, ajudam à introspeção e ao desenvolvimento do mundo interior.
As personagens protagonistas femininas, além de estarem condicionados pela problemática da maternidade, também estão submissas à problemática do homem, que em muitos casos provoca um desejo de encontrar um espaço próprio. Por exemplo, o personagem masculino de Quimet em La plaça del Diamant impede a realização pessoal da Natàlia, que está submissa à dominação masculina do seu marido e que até lhe anula a própria identidade, impondo uma outra (La Colometa).
Grande parte das mulheres de Rodoreda, por herança de Virginia Woolf, apresentam a casa como o refúgio que permite se isolarem da realidade exterior, que atinge até o ponto que sair ao exterior lhes produz mal-estar e se sentem abandonadas. Tanto a casa como o jardim (como por exemplo na obra Aloma) se convertem num símbolo obsessivo que representa a mãe que as protege em excesso do mundo exterior.

### Os anjos
Segundo explicou Mercè Rodoreda no prefácio de Mirall trencat, os anjos aparecem curiosamente em parte das suas obras de maneira involuntária. Lembra-nos que o seu avô explicava que ela tinha um anjo da guarda por quem se apaixonou. Segundo explica, poderia ser que fosse o produto desta lembrança o facto que a induzisse a fazer aparecer anjos nas suas obras sem nem ter consciência. Rodoreda não reparou até à escrita de El carrer de les Camèlies com Cecília Ce. No entanto, de esse momento em diante qualquer presença de anjos nas suas obras seguintes foi por vontade da autora. La Plaça del Diamant, Mirall trencat ou Semblava de seda são exemplos de obras nas quais se pode encontrar a presença de estas entidades divinas.

## Poesia
A obra poética de Mercè Rodoreda concentrou-se principalmente entre os anos 1950 e 1960, até que a abandonou para se dedicar plenamente à criação romancística. Esta criação poética passou quase desapercebida, embora tinha recebido muitos prêmios, e foi de maneira póstuma quando se descobriu esta coletânea de poemas que, segundo os expertos, são equiparáveis qualitativamente com os de outros poetas da época. Josep Carner foi como um mestre para Rodoreda e converteu-se numa figura chave na criação poética de Rodoreda, já que se encarregou ocasionalmente de guiar, revisar e até doutrinar as criações métricas da poetisa.
A poesia de Rodoreda carateriza-se por seguir uma tradição pós-simbolista ou neosimbolista muito forte, que se manifesta no tratamento de algumas temáticas e na escolha da iconografia ocidental clássica, como por exemplo Ofélia, Judite ou Nausícaa. Segundo Abraham Mohino, a poesia de Rodoreda é muito próxima estilisticamente a algumas criações de Paul Valéry e também às percepções de Rainer Maria Rilke no tema da «morte própria».
Mercè Rodoreda foi nomeada Mestre en Gai Saber nos Jocs Florals no exílio, após ter vencido nos anos 1947, 1948 e 1949, mas apenas viu publicados em vida uma coletânea dos seus poemas na revista literária Els Marges, que publicou um pequeno avance dos sonetos da autora. Não foi até 2002, quase vinte anos depois da sua morte, que esses poemas foram resgatados e publicados numa coletânea intitulada Agonia de Llum. A publicação oferece cento e cinco poemas (101 sonetos e quatro canções), dos quais a maioria inéditos. 1999 Nancy L. Bundy publicou uma tradução ao inglês dos poemas escritos na revista Els Marges, numa revista universitária de Londres. Segundo Abraham Mohino, os poemas de Mercè Rodoreda são "densos, herméticos, com um elevado sentido trágico e muito lindos".
Mohino organizou a obra poética de Rodoreda em cinco partes: Món d'Ulises, Albes i nits, D'amor i de mort, Illa dels lliris vermells e Bestioles. O Món d'Ulisses contém trinta e dois poemas como resposta a um encargo de Carner de fazer uma recriação da Odisseia em verso. Caraterizam-se por um sentimento claro de exílio. Albes i nits, formado por sete poemas, e D'amor i de mort, por vinte e sete, têm um sentimento de ânsia, perda e de impossibilidade amorosa. A Illa dels lliris vermells de dezenove poemas e Bestioles de quinze são versos mais maduros, breves e menos dramáticos que o resto.

## Teatro
O interesse de Rodoreda pelo teatro tem sua origem quando, com só cinco anos, atuou por vez primeira num cenário no rol da pequena Ketty na peça teatral El misteriós Jimmy Samson, no teatro Torrent de les Flors. Possivelmente, este interesse nasceu dos seus pais, que eram uns grandes afeiçoados, e que até receberam aulas de dramaturgia. A amiga íntima de Rodoreda, Anna Murià, explicou numa entrevista que o entusiasmo de Rodoreda pelo teatro aumentou durante o exílio.
A temática das suas criações teatrais é uma trasladação da obra narrativa, baseada nas histórias de amor impossíveis condenadas ao fracasso, e tratando temas como o desencantamento existencial, a tristeza, a dor e a falsidade. Segundo Francesc Massip, uma das poucas críticas que se podem fazer a Mercè Rodoreda sobre as suas criações teatrais é a "falta de contato com a prática teatral" nos seus textos que lhe teriam permitido revisar "os seus textos dramáticos num caminho de aprendizagem das regras da cena".
Em 1959 escreveu a peça teatral Un dia, com a ideia de apresentá-la ao Premi Ignasi Iglésias de teatro, porém o prêmio deixou de se comemorar. Rodoreda também não conseguiu estreá-la em teatro nenhum, e por isso acabou por desistir. Mais tarde, Un dia serviu de base para escrever um dos seus romances mais conhecidos, Mirall trencat, após reelaborá-lo e adaptá-lo como romance. Não foi até depois da sua morte, em 1993, quando Un dia foi representada nos cenários numa produção de Calixto Bieito no marco do Festival Grec, onde não obteve muito sucesso; o ano seguinte foi representada mais outra vez no Mercat de les Flors após uma revisão dramatúrgica com melhoras em base ao romance. Un dia caracteriza-se por retrospeções mais próprias da linguagem cinematográfica do que teatral, e que impedem uma estrutura cênica eficaz.
Em 1973 escreveu La Senyora Florentina i el seu amor Homer, que consistia numa história de caráter clássico onde se salientam as vozes femininas caraterísticas da autora. No entanto, já em 1967 Rodoreda tinha escrito o monólogo da doméstica Zerafina, já que foi publicado dentro dos contos de La meva Cristina. Mario Gas foi o encarregado de levar a peça em 1993 ao Teatre Romea, onde participou a atriz Rosa Novell no papel de protagonista.
A única peça teatral publicada em vida de Rodoreda foi El parc de les magnòlies, e apareceu na revista Els Marges em 1976 e na Semblava de seda de 1979. No Teatro Prado, incluída na programação do 12º Festival Internacional de Teatre de Sitges de 1979, estreou-se a comédia romântica L'hostal de les tres Camèlies, que se converteu na única peça própria que a autora viu representada nos cenários.
El maniquí 1 e El maniquí 2 foram escritas cerca de 1979 e eram uma representação do teatro do absurdo que tinham como protagonista um manequim. Segundo Francesc Massip, foi a peça teatral «formalmente mais inovadora e atrevida».

## Pintura
Mercè Rodoreda chegou ao âmbito da pintura num período da sua vida que atingiu dos últimos anos de residência em Paris até que venceu o Premi Víctor Català (1957), momento em que decidiu dedicar-se exclusivamente à escrita. Neste período, Rodoreda tentou, por duas vezes, fazer uma exposição das suas pinturas, ainda que em ambos os dois casos a tentativa foi vã. A primeira tentativa foi no outono de 1953 na sala Mirador de Paris, e a segunda na primavera de 1957, já em Barcelona. A sua principal influência na expressão plástica foi Paul Klee, e em menor medida Joan Miró, Jean Dubuffet, Wassily Kandinsky ou Pablo Picasso.
Rodoreda pintou por volta de 150 quadros, dos quais apenas 20 pertencem à Fundació Mercè Rodoreda, e os outros estão espalhados entre particulares, porque foram vendidos numa exposição realizada em 1991 em Calldetenes com 122 obras, adquiridas na maioria por particulares. Por volta de 60 de estas 150 obras pertencem atualmente à família Borràs-Gras. Rodoreda não datava nenhum dos seus quadros, ainda que assinava alguns deles.
O estilo plástico é muito próximo ao da sua obra literária, e se caracteriza pela simplicidade. Rodoreda disse que o mais simples é o mais difícil de conseguir, o mais elaborado. Outro paralelismo com a sua narrativa apresenta-se no interesse de Rodoreda pelo movimento que se pode entrever em alguns dos seus quadros.
Mercè Rodoreda usou a pintura como pretexto de expressão quando não podia expressar através do romance longo, e vivia um momento muito duro da sua vida. Não só isso, reconheceu que, se não tivesse sido pela expressão plástica, se teria lançado ao rio Sena, já que era para ela um espaço de evasão. No entanto, também fiz isto para ganhar algum dinheiro quando acabou o trabalho de modista.
Nas suas pinturas em papel canson há aguarelas, aguadas e colagens, o que faz pensar numa variedade pobre de técnicas plásticas. Seguindo os modelos de pós-guerra europeus, marcados pelas duas guerras mundiais e a Guerra Fria, as suas obras tinham um caráter paródico, grotesco, ambíguo, cruel e fragmentado.
Entre as suas pinturas, há uma colagem realizado com cortes das listas de falecidos nos campos de extermínio, ou em outra fez aparecer o conhecido cavalo siciliano com que Rodoreda ameaçava Carme Murià que voltaria para deixar pegada na sua obra, quando vivia um dos seus piores momentos no exílio na França.

## Publicações póstumas
O reconhecimento literário à figura de Mercè Rodoreda chegou pouco antes da sua morte, quando venceu o Premi d'Honor de les Lletres Catalanes de 1980. Contudo, já tinha sido reconhecida e valorada ainda mais após a sua morte. Rodoreda foi uma pessoa muito reservada, e foi logo após a morte que se descobriu que era muito mais poliédrica no âmbito das artes do que ela própria nos deixou entrever.
Postumamente, foram publicados dois romances da autora: o primeiro foi em 1986 com La mort i la primavera, editada pelo Club Editor a Barcelona, e a segunda foi em 1991, quando se publicou Isabel i Maria em Valência por Edicions Tres i Quatre.
Também após a sua morte, em 2002, se publicou uma coletânea de toda a produção poética de Rodoreda, intitulada Agonia de llum, nome do poema XXXVIII do livro de poesia do seu curador Abraham Mohino e publicado por Angle Editorial. Contém 105 poemas divididos em cinco partes, tanto inéditos quanto editados anteriormente em revistas.
O corpus completo de Rodoreda, com exceção de El parc de les magnòlies, foi publicado postumamente; um exemplo de este fato foi a publicação, em 1993, da sua peça teatral El torrent de les flors, que era o nome do teatro onde Rodoreda estreou como atriz na idade de cinco anos.

## Prémios
| Ano  | Prémio                                                   | Obra premiada                                                        | Ref.   |
| ---- | -------------------------------------------------------- | -------------------------------------------------------------------- | ------ |
| 1934 | Premi del Casino Independent dels Jocs Florals de Lleida | La sireneta i el delfí                                               | [ 2 ]  |
| 1937 | Premi Joan Crexells de narrativa                         | Aloma                                                                | [ 86 ] |
| 1947 | Jocs Florals de la Llengua Catalana                      | Rosa, Amor novell, Adam a Eva, Ocell e mais dois sonetos sem título. | [ 86 ] |
| 1948 | Jocs Florals de la Llengua Catalana                      | Món d'Ulisses                                                        | [ 86 ] |
| 1949 | Jocs Florals de la Llengua Catalana                      | Albes i nits (nomeada Mestre en Gai Saber)                           | [ 86 ] |
| 1956 | Premi d'Assaig Joan Maragall                             | Tres sonets i una cançó                                              | [ 38 ] |
| 1956 | Premi Joan Santamaria                                    | Carnaval                                                             | [ 86 ] |
| 1957 | Premi Víctor Català                                      | Vint-i-dos contes                                                    | [ 86 ] |
| 1965 | Premi Crítica Serra d'Or de Literatura i Assaig          | El carrer de les Camèlies                                            | [ 86 ] |
| 1966 | Premi Sant Jordi                                         | El carrer de les Camèlies                                            | [ 86 ] |
| 1968 | Premi Crítica Serra d'Or de Literatura i Assaig          | La meva Cristina i altres contes                                     | [ 87 ] |
| 1969 | Premi Ramon Llull de novel·la                            | El carrer de les Camèlies                                            | [ 86 ] |
| 1976 | Premi Lletra d'Or                                        | Mirall trencat                                                       | [ 86 ] |
| 1980 | Premi d'Honor de les Lletres Catalanes                   | Trajetória literária                                                 | [ 86 ] |
| 1980 | Premi Ciutat de Barcelona de Literatura Catalana         | Viatges i flors                                                      | [ 86 ] |
| 1981 | Premi Crítica Serra d'Or de Literatura i Assaig          | Viatges i flors                                                      | [ 88 ] |
| 1981 | Premi de la Crítica de narrativa catalana                | Viatges i flors                                                      | [ 89 ] |
| 1982 | Premi Crítica Serra d'Or de Literatura i Assaig          | Quanta, quanta guerra...                                             | [ 90 ] |
| 1987 | Premi Crítica Serra d'Or de Literatura i Assaig          | La mort i la primavera                                               | [ 91 ] |

## Obra literária
- Sóc una dona honrada? (1932)
- Del que hom no pot fugir (1934)
- Un día de la vida d'un home (1934)
- Crim (1936)
- Aloma (1938)
- Vint-i-dos contes (1958)
- La plaça del diamant (1962)
- El carrer de les camèlies (1966)
- Jardí vora el mar (1967)
- La meva Cristina i altres contes (1967)
- Mirall Trencat (1974)
- Semblava de seda i altres contes (1978)
- Tots els contes (1979)
- Viatges i flors (1980)
- Quanta, quanta guerra... (1980)
- La mort i la primavera (1986, obra póstuma editada em 1989)
- Isabel i Maria (1991, obra póstuma editada em 2001)

### Obra traduzida para português
- A Praça do Diamante (Lisboa: Dom Quixote, 1988, 972200672X)
- A Morte e a Primavera (Lisboa: Relógio d'Água, 1992, ISBN 972-708-187-8)
- Espelho Partido (Porto: Edições ASA, 1992, ISBN 972-41-1121-0)
- A Praça do Diamante (São Paulo: Editora Planeta, 2003, ISBN 8574795526)
- Espelho Partido (São Paulo: Editora Planeta, 2004, ISBN 8589885364)
- Quanta, Quanta Guerra (Lisboa: Livros Cotovia, 2011, ISBN 978-972-795-305-9)